# Hamburg-Iserbrook
Iserbrook ist ein Stadtteil Hamburgs im Bezirk Altona und wird zu den Elbvororten gezählt.

## Name
Der Name Iserbrook ist niederdeutsch und steht für hochdeutsch Eisen und Bruch. Hier wurde aus den oberen Erdschichten Raseneisenerz gewonnen, das sich im „feuchten, sumpfigen Bruchland“ abgesetzt hatte. Die früheste bekannte Erwähnung des Flurnamens datiert auf das Jahr 1588, als Daniel Freese das Gebiet Iserenbrock auf seiner Landtafel verzeichnete. Auf der Verkoppelungskarte Dockenhudens von 1789 wird das Gebiet nördlich der heutigen Sülldorfer Landstraße Iserbrock genannt. 1855 wurde Isenbrook als Teil der Ländereien des Ortes Dockenhuden erwähnt.

## Geografie
Geologisch ist Iserbrook Geest-Gebiet. Als landwirtschaftlich genutzter Raum zwischen den umliegenden Ortschaften wurde es auch als deren Feldmark bezeichnet.
Iserbrook grenzt im Westen an Hamburg-Sülldorf, im Norden an Schenefeld (Kreis Pinneberg), im Südwesten an Hamburg-Blankenese, im Südosten an Hamburg-Nienstedten und im Osten an Hamburg-Osdorf. Die Ostgrenze bildet streckenweise das Flüsschen Düpenau. Im Nordosten grenzt Iserbrook an das Landschaftsschutzgebiet  Osdorfer Feldmark.

## Geschichte
Iserbrook war nie ein eigenständiges Dorf, sondern Hinterland der Landgemeinde Dockenhuden, die 1919 durch Zusammenlegung ein Teil von Blankenese wurde. Aus diesem Grunde wird Iserbrook auch den Elbvororten zugerechnet. Im Gegensatz zum Nachbarstadtteil Sülldorf, einem ehemaligen Bauerndorf, gab es hier aber keine ausgeprägte Landwirtschaft.
Cesar Godeffroy forstete das Heide- und Feuchtgebiet mit 25.000 Fichten auf. Es hieß, er habe die dortige Landschaft sehr geliebt – immerhin ließ er 1853 ein Schiff nach ihr benennen: Die Brigg Iserbrook segelte in 13 großen Reisen u. a. bis nach Australien und Südamerika.
Mittelpunkt Iserbrooks war die Gabelung der Chaussee nach Hamburg und der Chaussee nach Blankenese – heute Kreuzung der Ost-West-Verbindung Bundesstraße 431 und der Nord-Süd-Verbindung zwischen Schenefeld und Blankenese. An dieser Stelle, wo heute Schule, Kirche und Kindergarten stehen, bauten die Godeffroys einen großen Reiterhof. Südlich davon, auf der anderen Seite der „Chaussee nach Hamburg“ (heute Osdorfer Landstraße), entstand 1892 das Waldhotel Iserbrook – mit seinem Tanzsaal ein beliebtes Ausflugsziel –, in dessen Umkreis sich so etwas wie ein Ortskern bildete. Seit 2010 befindet sich in dem Gebäude eine große Filiale der Konditorei Junge.
1906 wurde östlich der Schenefelder Chaussee (heute Schenefelder Landstraße) das Landrat-Scheiff-Krankenhaus, ab 1920 Krankenhaus der Elbgemeinden, eröffnet. Die Pläne für die gesamte Anlage stammten von den Architekten Raabe & Wöhlecke. Es war für 40 bis 50 Patienten gedacht, nahm aber teilweise bis zu 100 auf, auch aus den umliegenden Orten bis nach Wedel. 1936 musste das Krankenhaus wegen des Neubaus der benachbarten Kaserne (heute Reichspräsident-Ebert-Kaserne), zu deren Gebäudebestand es bis heute gehört, schließen.

### 1918 bis 1945
Durch Eingemeindung in die Großstadt Altona/Elbe im Jahr 1927 (Groß-Altona-Gesetz) wurde Iserbrook, das mit Dockenhuden 1919 zu Blankenese gekommen war, Erweiterungsgebiet für die städtische Besiedelung, da dort ein erheblicher Bedarf an Wohnraum bestand.
Mit Mitteln der städtischen Siedlungs-Aktiengesellschaft Altona (SAGA) entstand eine Häuserzeile an der Sülldorfer Landstraße: Das erste Haus wurde 1924 in Rotklinker in Eigenleistung für 20.000 Reichsmark errichtet. Dahinter entstand nördlich in sehr lockerer Anordnung ein Siedlungsgebiet, dessen Parzellen mit einer Größe von 1.000 m² auf die Selbstversorgung der Bewohner durch Land- und Gartenwirtschaft angelegt war.
Auf der gegenüberliegenden Seite der Schenefelder Landstraße wurde in der Zeit des Nationalsozialismus ab 1936 durch die Wohlfahrtseinrichtung NSKOV  eine Siedlung aus kleinen Doppelhäusern auf kleinen Grundstücken errichtet, die seinerzeit gezielt an Schwerkriegsbeschädigte und Frontsoldaten des Ersten Weltkriegs vergeben wurden. Diese Siedlung am Wisserweg (ehemals Frontkämpferweg) ist auch unter dem Namen „Frontkämpfer-Siedlung“ bekannt.
Durch das Groß-Hamburg-Gesetz kam Iserbrook mit Altona 1938 zu Hamburg.

### Nach 1945
Mit Wirkung zum 11. Mai 1951 wurde durch das Gesetz über die Bezirksverwaltung in der Freien und Hansestadt Hamburg (1949) aus Iserbrook erstmals ein eigener Stadtteil, der nun den Nordteil der vormaligen Dockenhudener Ländereien (bis dahin zum Bezirk Blankenese) sowie einige Flurstücke des Sülldorfer und des Osdorfer Gebietes umfasste. 1949 wurde die erste Schule, 1954 die Martin-Luther-Kirche erbaut.
Durch den gestiegenen Wohnraumbedarf infolge des Zweiten Weltkrieges setzte sich die Siedlungsbildung fort. In den 1960er Jahren wurde am Wientapperweg eine Reihenhaussiedlung gebaut. Am Schenefelder Holt entstand schließlich in den 1970er Jahren eine zeittypische Großwohnsiedlung mit Blick über die Osdorfer Feldmark auf die Siedlung Osdorfer Born. Anders als häufig angenommen gehört hingegen die markante Hochhaussiedlung des Bauvereins der Elbgemeinden am Iserbrooker Bahnhof, die im Wesentlichen Ende der 1960er und in den 1970er Jahren entstand, zum Stadtteil Sülldorf – die Bahnstrecke bildet hier die Stadtteilgrenze. Während Iserbrook zu Beginn des 20. Jahrhunderts noch weniger als 1.000 Einwohner hatte, liegt es heute mit über 10.000 Einwohnern im Mittelfeld der 104 Stadtteile Hamburgs.

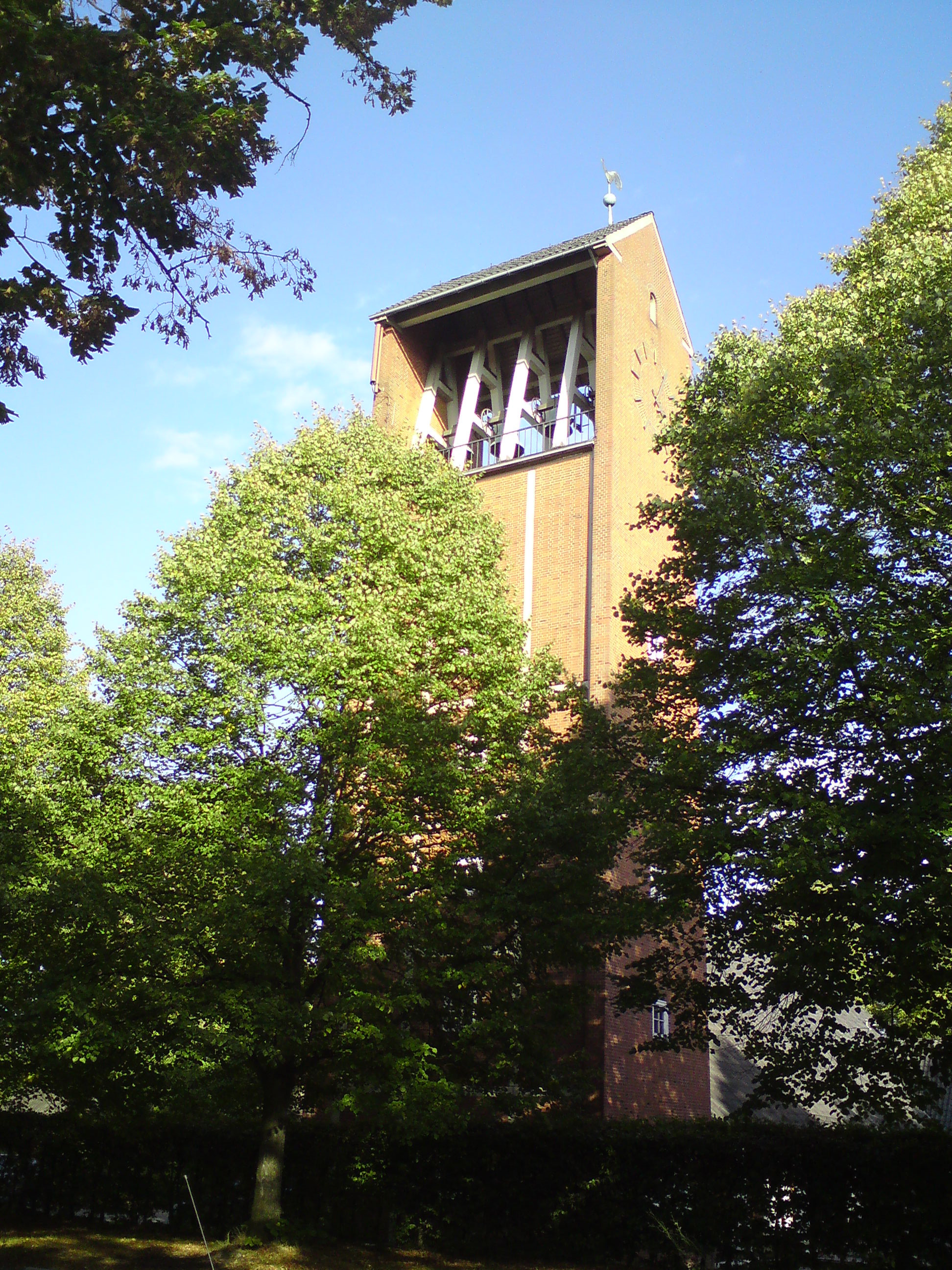
Martin-Luther-Kirche, erbaut 1954
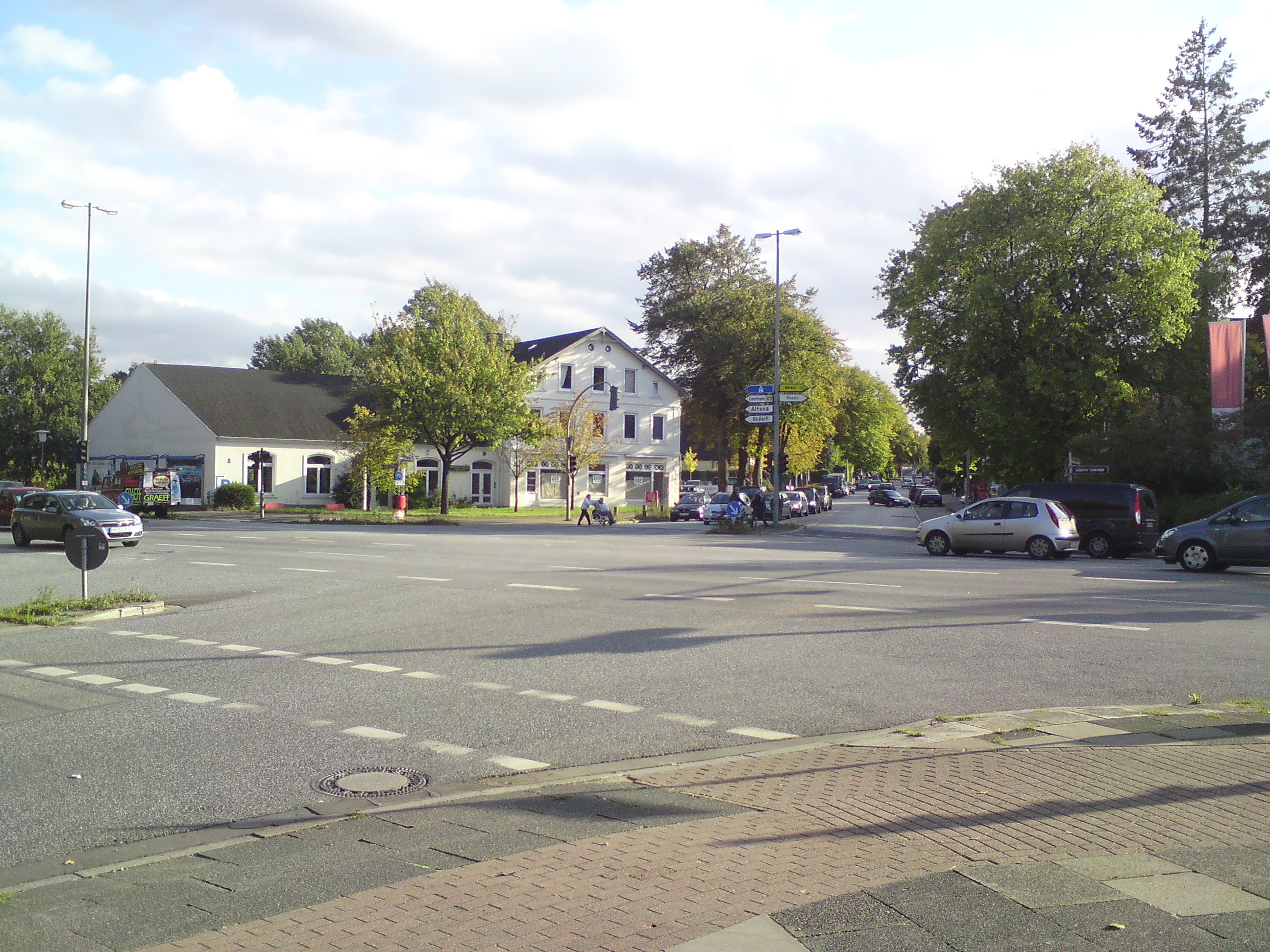
Kreuzung Osdorfer bzw. Sülldorfer Landstraße (B 431) / Schenefelder Landstraße, links Gebäude des ehemaligen Waldhotels Iserbrook von 1892
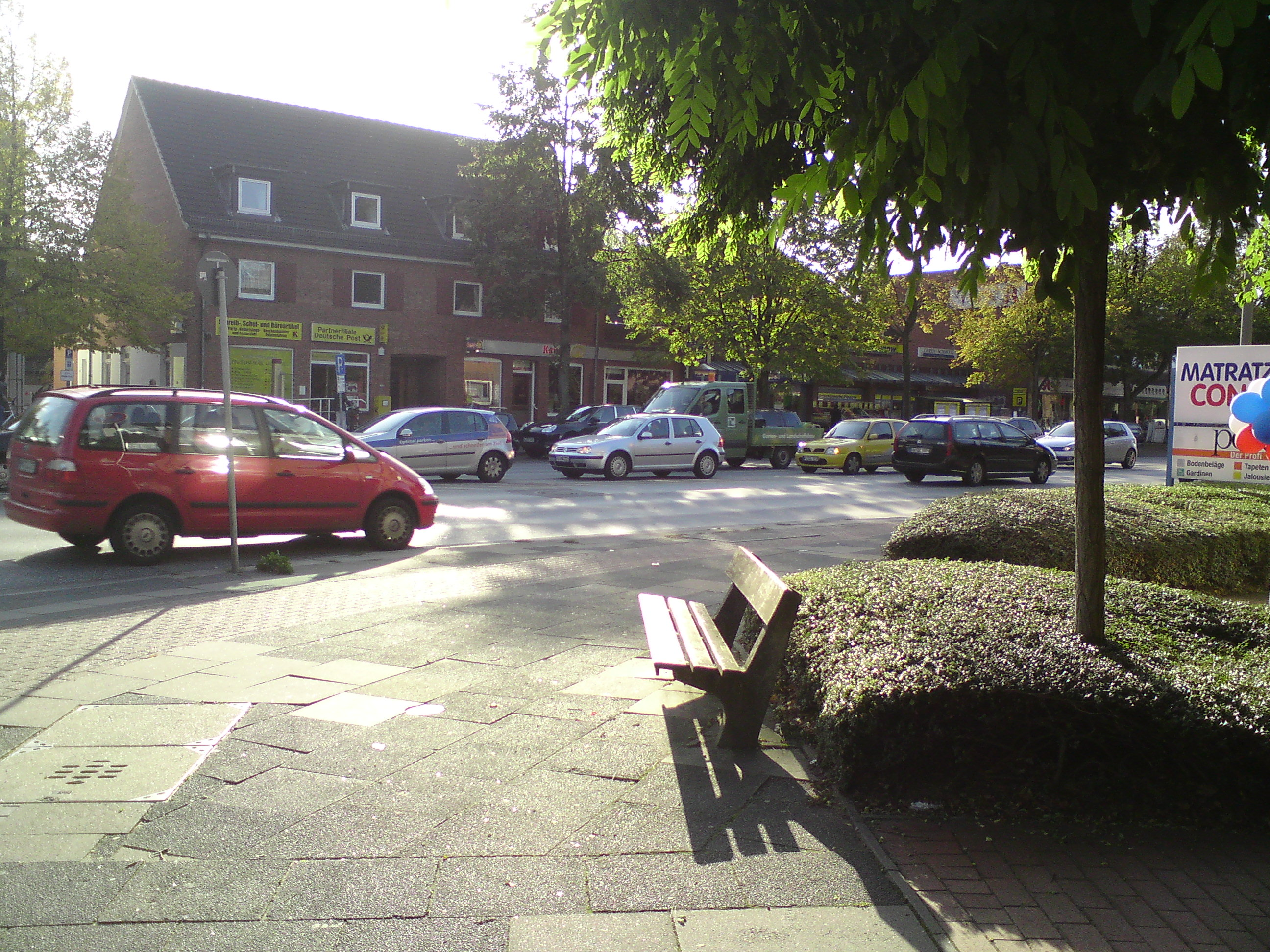
Häuserzeile an der Sülldorfer Landstraße (2023 abgerissen)
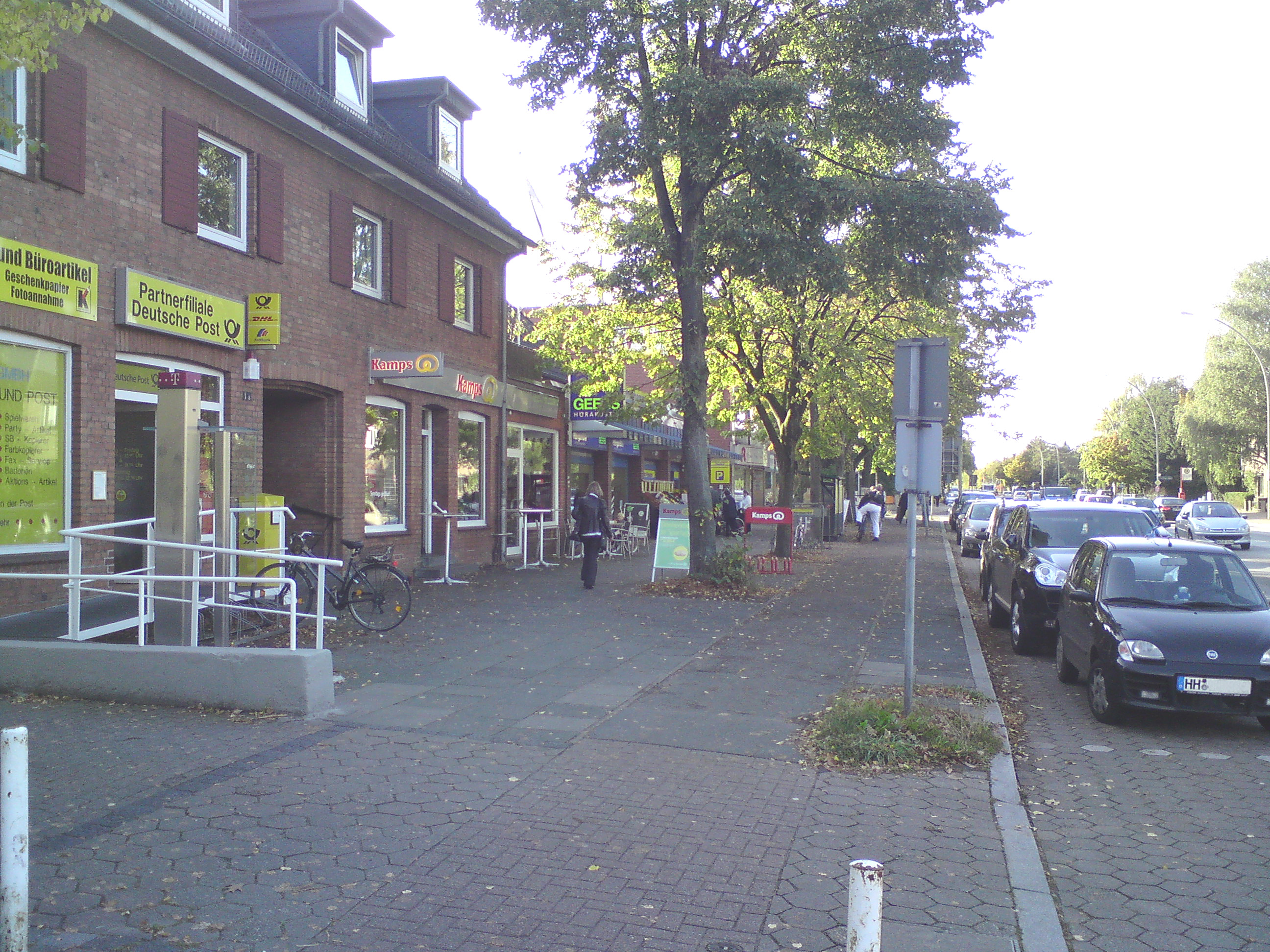
Häuserzeile an der Sülldorfer Landstraße, links hinten das ehem. Kino Lichtburg Iserbrook, dann ein Supermarkt (2023 abgerissen)
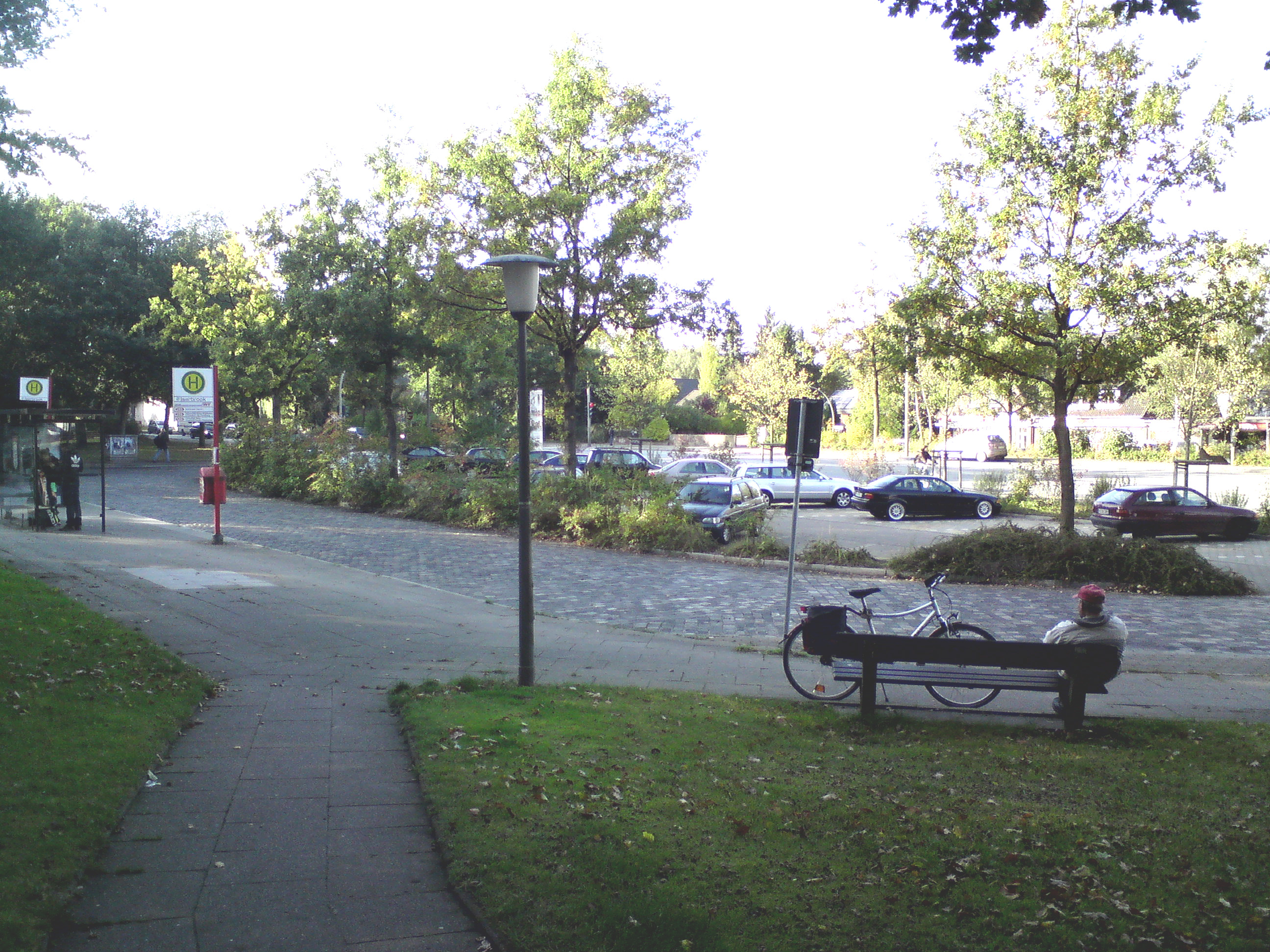
Bushaltestellen und Parkplätze am S-Bahnhof Iserbrook

### Einwohnerentwicklung
1939 lebten im Iserbrooker Gebiet 4.698 Einwohner. Der Anstieg nach dem Krieg ist mit der Aufnahme von Ausgebombten und Flüchtlingen bei Verwandten, in Gartenlauben und Behelfsheimen zu erklären. Um 1970 erfolgte der Großsiedlungsbau. Von 1983 bis heute blieb die Bevölkerungsgröße in etwa konstant zwischen 10.500 und 11.000. Seit 2000 ist wieder ein leichter Anstieg um 2,4 % zu verzeichnen, dies aber im Wesentlichen erst seit 2005.
Die Zahlen der Einwohner in Iserbrook für die Jahre 1939, 1946, 1960, 1970 und 1983:
| 1939  | 1946  | 1960  | 1970   | 1983   |
| 4.698 | 7.076 | 7.715 | 11.648 | 10.633 |

Die Entwicklung der Bevölkerung in Iserbrook ab 1987:
| 1987   | 1988   | 1989   | 1990   | 1991   | 1992   | 1993   | 1994   | 1995   | 1996   |
| 10.488 | 10.612 | 11.059 | 10.953 | 10.889 | 10.953 | 10.767 | 10.724 | 10.719 | 10.674 |

| 1997   | 1998   | 1999   | 2000   | 2001   | 2002   | 2003   | 2004   | 2005   | 2006   |
| 10.612 | 10.589 | 10.499 | 10.513 | 10.586 | 10.537 | 10.525 | 10.531 | 10.576 | 10.558 |

| 2007   | 2008   | 2009   | 2010   | 2011   | 2012   |
| 10.660 | 10.753 | 10.862 | 10.854 | 10.890 | 11.026 |

## Statistik
(Quelle: )
- Anteil der unter 18-Jährigen: 17,9 % (Hamburger Durchschnitt: 16,8 % (Dezember 2023))
- Anteil der über 64-Jährigen: 24,9 % (Hamburger Durchschnitt: 17,8 % (Dezember 2023))
- Ausländeranteil: 12,1 % (Hamburger Durchschnitt: 20,7 % (Dezember 2023))
- Arbeitslosenquote: 4,0 % (Hamburger Durchschnitt: 6,2 % (Dezember 2023))

Das durchschnittliche Einkommen je Steuerpflichtigen beträgt in Iserbrook 51.720 Euro jährlich (2020), der Hamburger Gesamtdurchschnitt liegt bei 48.035 Euro.

## Politik

### Wahlen zur Hamburgischen Bürgerschaft
Für die Wahlen zur Hamburgischen Bürgerschaft gehört Iserbrook zum Wahlkreis Blankenese.

#### Wahlergebnisse
Die Bürgerschaftswahlen seit 1966 führten in Iserbrook zu folgenden Ergebnissen:
|                             | SPD    | CDU    | Grüne 1) | Linke 2) | AfD    | FDP    | Übrige    |
| Bürgerschaftswahl 2025      | 38,3 % | 21,8 % | 17,3 %   | 07,7 %   | 06,6 % | 02,3 % | 06,0 %    |
| Bürgerschaftswahl 2020      | 43,0 % | 10,9 % | 22,8 %   | 07,7 %   | 05,2 % | 04,9 % | 05,5 %    |
| Bürgerschaftswahl 2015      | 53,5 % | 12,1 % | 11,1 %   | 06,8 %   | 05,4 % | 07,8 % | 03,3 %    |
| Bürgerschaftswahl 2011      | 52,1 % | 19,6 % | 09,0 %   | 04,7 %   | –      | 09,1 % | 05,5 %    |
| Bürgerschaftswahl 2008      | 35,8 % | 43,7 % | 07,5 %   | 05,1 %   | –      | 05,4 % | 02,5 %    |
| Bürgerschaftswahl 2004      | 31,5 % | 48,4 % | 10,2 %   | –        | –      | 03,6 % | 06,3 %    |
| Bürgerschaftswahl 2001      | 39,1 % | 27,0 % | 06,6 %   | 00,4 %   | –      | 06,3 % | 20,6 % 3) |
| Bürgerschaftswahl 1997      | 39,4 % | 32,1 % | 10,2 %   | 00,2 %   | –      | 03,6 % | 14,5 % 4) |
| Bürgerschaftswahl 1993      | 41,9 % | 26,3 % | 11,1 %   | –        | –      | 04,8 % | 15,9 % 5) |
| Bürgerschaftswahl 1991      | 50,1 % | 35,9 % | 05,2 %   | 00,2 %   | –      | 06,0 % | 02,6 %    |
| Bürgerschaftswahl 1987      | 48,3 % | 38,8 % | 05,0 %   | –        | –      | 07,1 % | 00,8 %    |
| Bürgerschaftswahl 1986      | 44,3 % | 40,9 % | 08,0 %   | –        | –      | 05,8 % | 01,0 %    |
| Bürgerschaftswahl Dez. 1982 | 52,2 % | 38,4 % | 05,9 %   | –        | –      | 03,0 % | 00,5 %    |
| Bürgerschaftswahl Juni 1982 | 44,3 % | 42,8 % | 06,1 %   | –        | –      | 05,6 % | 01,2 %    |
| Bürgerschaftswahl 1978      | 51,1 % | 37,3 % | 03,0 %   | –        | –      | 05,8 % | 02,8 %    |
| Bürgerschaftswahl 1974      | 45,5 % | 39,0 % | –        | –        | –      | 12,2 % | 03,3 %    |
| Bürgerschaftswahl 1970      | 57,4 % | 30,7 % | –        | –        | –      | 07,3 % | 04,6 %    |
| Bürgerschaftswahl 1966      | 61,7 % | 27,2 % | –        | –        | –      | 06,3 % | 04,8 %    |

Bei den Wahlen zur Bezirksversammlung gehört der Stadtteil zum Wahlkreis Osdorf / Nienstedten / Iserbrook. Bei Bundestagswahlen zählt Iserbrook zum Bundestagswahlkreis Hamburg-Altona.

### Bau- und Wohnungspolitik
Schon seit den 1990er Jahren spielt die Frage, wie man dem „schleichenden Niedergang“ des kleinen Quartierzentrums in der Siedlung am Botterbarg/Schenefelder Holt entgegenwirken könne, eine wichtige Rolle in der kommunalpolitischen Diskussion. Das Thema konnte bisher keiner Lösung zugeführt werden.
Seit 2007 flammte auch ein Streit über die Zukunft des Buchenhofwaldes, eines seit mehr als 200 Jahren unveränderten, kleinen Waldstücks mit seltenen Tierarten an der Osdorfer Landstraße, auf. In dessen nördlichen Abschnitt beabsichtigte der Bauverein der Elbgemeinden, kreisrunde Gebäude mit Genossenschaftswohnungen zu errichten. CDU und GAL hatten dem Vorhaben in der Bezirksversammlung bereits zugestimmt. Dem Vorhaben liegt ein Fluchtlinienplan von 1938 zugrunde. Eine Bürgerinitiative wehrte sich dagegen und hatte einen Bürgerentscheid erwirkt, an dem sich bis zum 5. November 2009 etwa 48.500 Wahlberechtigte beteiligten. Etwa 41.000 (rund 85 Prozent) votierten gegen das Bauvorhaben, 7.500 (rund 15 Prozent) dafür.
Am 9. Februar 2010 zog der Hamburger Senat das Verfahren durch Evokation an sich und wies den Bezirk Altona an, eine Fällgenehmigung zu erteilen und den sofortigen Vollzug anzuordnen. Daraufhin begann der Bauverein der Elbgemeinden am selben Tag mit der Fällung der Bäume im Nordteil des Buchenhofwaldes (insgesamt etwa 160 Bäume). Die Bürgerinitiative hatte auch mit gerichtlichen Eilanträgen keinen Erfolg.

## Kultur
Das Kino Lichtburg Iserbrook an der Sülldorfer Landstraße 3 war von 1937 bis 1966 in Betrieb. Es besaß 405 Plätze. Das Gebäude mit Walmdach und vorgebautem Eingangsbereich wurde nach Schließung des Kinos zu einer Supermarktfiliale der Spar, dann Edeka, umgebaut. Das Gebäude wurde 2023 abgerissen.
Im Jahr 2006 bezog der integrative Kinder- und Jugendzirkus Mignon die ehemalige Villa des Fabrikdirektors Heinrich Otto Traun („Traunsche Villa“) an der Osdorfer Landstraße und hat auf dem Grundstück einen festen Standort für seine Aufführungen und Veranstaltungen im Zirkuszelt.

## Sport
Im äußersten Süden des Stadtteils liegen das Hallenbad Simrockstraße und die Dockenhudener Sportplätze des Sportvereins FTSV Komet Blankenese. Außerdem ist in Iserbrook noch die Dockenhudener Turnerschaft von 1896 beheimatet.

## Soziales
Das ehemalige Waschhaus im Heerbrook 8 beherbergt heute als soziale Einrichtung unter anderem die Mütterberatungsstelle, Pfadfinder aus der Arbeitsgemeinschaft Hamburger Pfadfinderverbände (PB Nordlicht) und den Deutschen Kinderschutzbund.

## Wirtschaft und Infrastruktur

### Verkehr

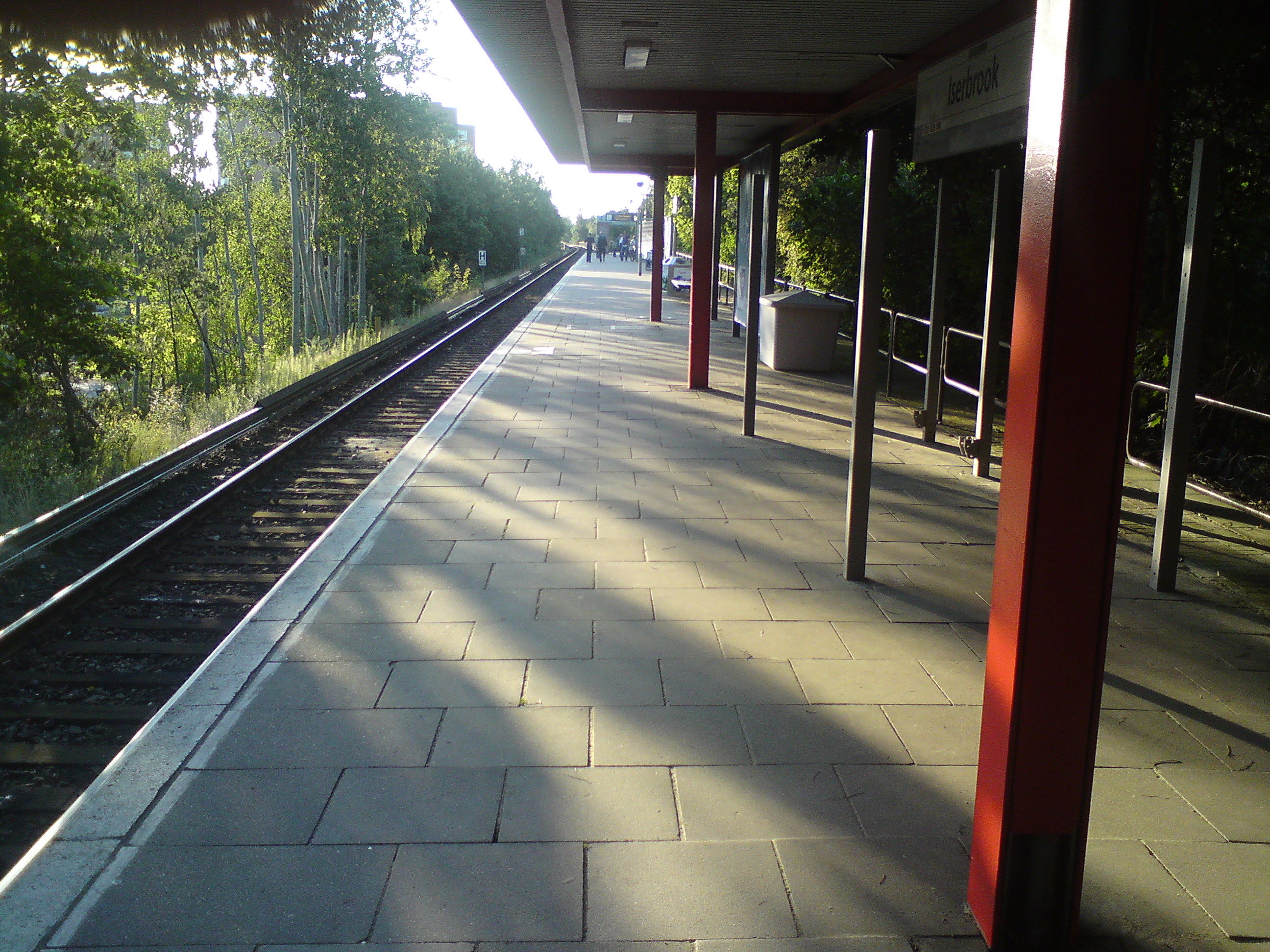
Der S-Bahn-Haltepunkt in Iserbrook, Blick in Fahrtrichtung Sülldorf / Wedel

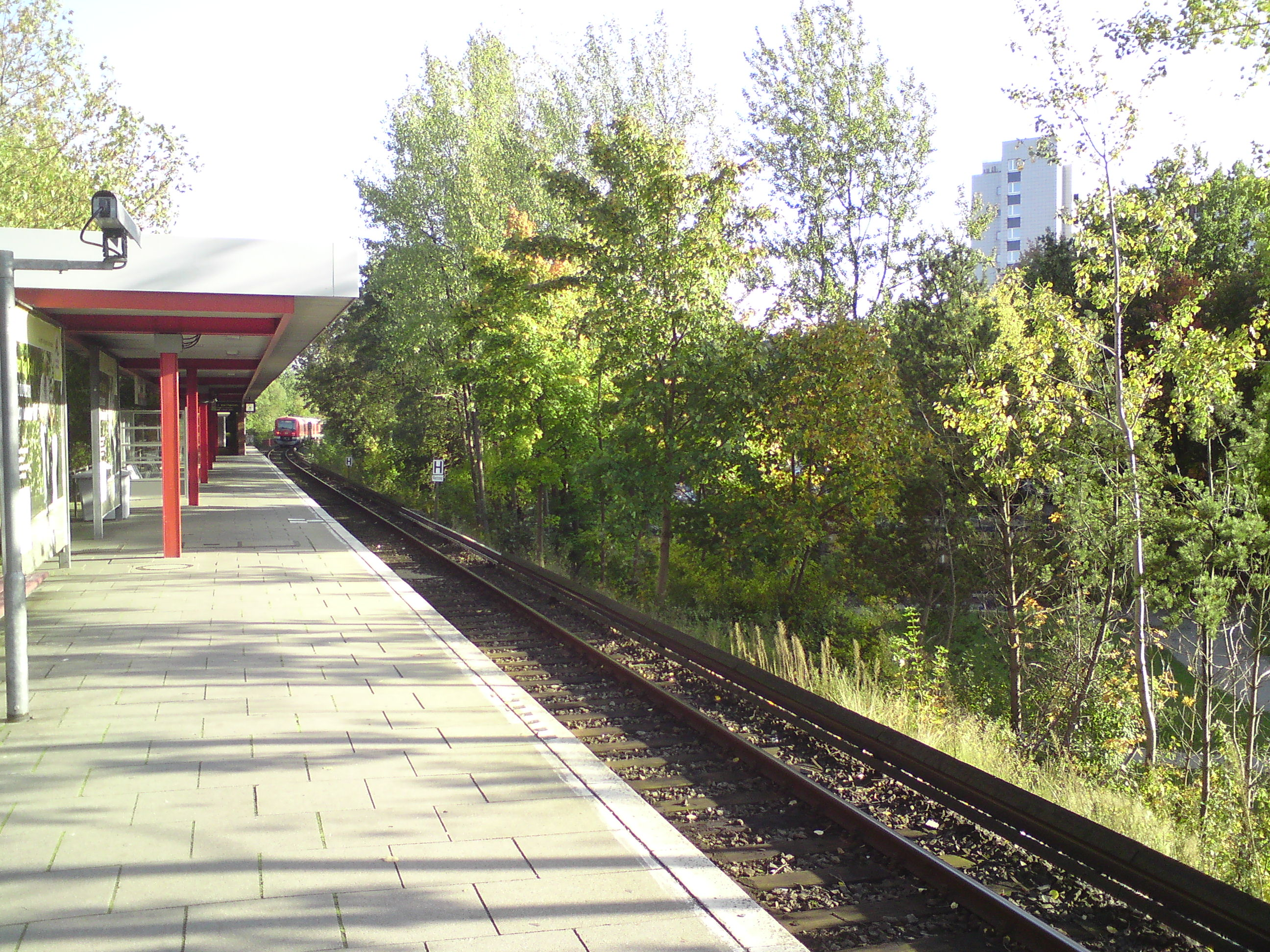
S-Bahn-Haltepunkt, Blick in Fahrtrichtung Blankenese/Innenstadt, im Hintergrund Hochhaus mit der Zentrale des Bauvereins der Elbgemeinden (auf Sülldorfer Gebiet gelegen)

Durch Iserbrook verläuft in ost-westlicher Richtung die Bundesstraße 431, die seit Ende des Zweiten Weltkrieges den Verkehr und das Wirtschaftsleben dieses Stadtteils bestimmt. Durch den Ausbau der B 431 von einer zweispurigen Dorfstraße zu einer vierspurigen Schnellstraße hat sich das Leben erheblich verändert. Die B 431 ist als Haupt-Ausfallstraße im Hamburger Westen eine der meistbefahrenen Ost-West-Verbindungen in Norddeutschland.
Die Eisenbahnstrecke von Blankenese nach Wedel, heute Teil der Linie S1 der Hamburger S-Bahn, ist seit dem 1. Dezember 1883 in Betrieb. Elektrifiziert wurde sie aber erst 1950; bis dahin fuhren die elektrischen Triebzüge nur bis Blankenese, und Dampfzüge über den weiten Bogen durch Iserbrook nach Wedel. Der zuerst auf normaler Geländehöhe liegende Bahnhof Iserbrook wurde am 31. Oktober 1950 eröffnet, einige Monate nach Freigabe der Strecke bis Sülldorf.
Die S-Bahn-Haltestelle wurde im Rahmen des vierstreifigen Ausbaus der B 431 Ende der 1970er Jahre neu errichtet: Die Strecke wurde auf einen sieben Meter hohen Damm verlegt, um die beschrankten Bahnübergänge über die Straßen Hasenhöhe und Sülldorfer Landstraße durch Brücken ersetzen zu können. Am 18. Mai 1978 wurden die Züge erstmals über die Brücken geleitet. Aus Kostengründen wurde der Streckenabschnitt zwischen Blankenese und Sülldorf eingleisig gelassen. So muss jeder von Blankenese kommende Zug immer erst bis Sülldorf fahren, damit dort ein Zug der Gegenrichtung nach Blankenese und weiter in die Innenstadt abfahren kann. Da sich die Züge in Iserbrook nicht kreuzen können, ist die Betriebsstelle fachsprachlich kein „Bahnhof“, sondern nur ein „Haltepunkt“. Er liegt im Dreieck zwischen Sülldorfer Landstraße, Hasenhöhe und Heidrehmen und wurde durch den Neubau ein wenig nach Nordwesten verlegt. Gleichzeitig entstand ein kleiner Busbahnhof mit Parkplätzen an der Sülldorfer Landstraße.
Die S-Bahn-Züge fahren während der Hauptverkehrszeiten alle 10 Minuten, sonst im 20-Minuten-Takt, die Busse der Linie 285 nach Schenefeld (– Pinneberg) ebenfalls. Die Züge in die Innenstadt fahren seit Jahrzehnten immer zu den Minuten 13, 33 und 53 ab, die Züge Richtung Wedel immer vier Minuten vorher. Kommt der Zug nach Wedel zu spät, fährt auch der Zug Richtung Innenstadt später. Diese Verspätung bleibt dann meist auf seinem weiteren Laufweg erhalten.

### Öffentliche Einrichtungen
Die Reichspräsident-Ebert-Kaserne, 1935–1937 erbaut und bis 1965 Iserbrook-Kaserne, zu der auch das ehemalige Krankenhaus gehört, wurde am 1. April 1958 von der Bundeswehr übernommen. Das ehemalige Krankenhausgebäude ist Sitz des Landeskommandos Hamburg. Helmut Schmidt, 1958 selbst zu einer Wehrübung dort stationiert, hielt als Innensenator am 28. Februar 1965, dem 40. Todestag Eberts, die Festrede zur Umbenennung. Noch während der Übung war Schmidt 1958 nach Militarismus-Vorwürfen aus dem Vorstand der SPD-Bundestagsfraktion abgewählt worden. Bis 1999 war die Logistikschule der Bundeswehr Hauptnutzer der Kaserne, seitdem nutzt die Führungsakademie der Bundeswehr die Gebäude. Zudem sind dort Feldjäger stationiert. Die Benennung nach Friedrich Ebert hat in Iserbrook Tradition: Um 1930 hieß die heutige Simrockstraße Friedrich-Ebert-Straße.
Die Freiwillige Feuerwehr Sülldorf-Iserbrook wurde mit Wirkung vom 9. Juni 1969 gegründet. Das Feuerwehrhaus befindet sich in Sülldorf am Sülldorfer Kirchenweg. Am 1. Juni 1970 wurde die Jugendfeuerwehr Sülldorf-Iserbrook gegründet.

### Ansässige Unternehmen
Der alte Ortskern und die gesamte Infrastruktur im Kreuzungsbereich der Schenefelder Landstraße haben sich seit dem Beginn der Besiedlung erheblich verändert. Bis in die 1970er Jahre gab es hier mehrere Gasthöfe, ein Postamt (später: private Partnerfiliale der Deutschen Post), das Kino, einen Schlachter, einen Fischhändler, ein Eisenwarengeschäft und eine Filiale der Konsumgenossenschaft Produktion (später: Pro/coop). Von diesen Einrichtungen ist nichts mehr geblieben. Anstelle der Pro-Filiale steht heute ein Neubau mit einem Matratzengeschäft. Die Häuserzeile Sülldorfer Landstraße 1–3 und Schenefelder Landstraße 187 wurde inklusive des ehemaligen Kinos sowie des daneben gelegenen ehemaligen Postamts Hamburg 551 und dem neueren Gebäude der Hamburger Sparkasse im Jahr 2023 abgerissen. Hier sollen voraussichtlich ab 2023 etwa 4.800 Quadratmeter Wohn- und Gewerbefläche neu entstehen.
2011 gab es in Iserbrook 65 Handwerksbetriebe.

### Bildung
In Iserbrook gab es im Jahr 2007 zwei Schulen mit 393 Schülern, außerdem zwölf Kindergärten.